# Lijst van Eerste Kamerleden 1853-1856
Lijst van Eerste Kamerleden 1853-1856 geeft een overzicht van de leden van de Nederlandse Eerste Kamer in de periode tussen de verkiezingen van 1853 en de verkiezingen van 1856. De zittingsperiode van de Eerste Kamer ging in op 19 september 1853 en eindigde op 14 september 1856.
De Eerste Kamer telde 39 leden, gekozen door de leden van Provinciale Staten in de elf provincies. Eerste Kamerleden werden gekozen voor een termijn van negen jaar; om de drie jaar werd een derde deel van de Eerste Kamer vernieuwd.
| Naam                                  | groepering                | provincie     | begindatum        | einddatum         | refs   |
| ------------------------------------- | ------------------------- | ------------- | ----------------- | ----------------- | ------ |
| Johan d' Ablaing van Giessenburg      | conservatieven            | Utrecht       | 07-10-1850 [ e ]  | 14 september 1856 | [ 1 ]  |
| Tjaard van Andringa de Kempenaer      | conservatieven            | Friesland     | 07-10-1850 [ e ]  | 14 september 1856 | [ 2 ]  |
| Hans van Aylva van Pallandt           | conservatieven            | Gelderland    | 19 september 1853 | 14-09-1862 [ f ]  | [ 3 ]  |
| Hendrik van Beeck Vollenhoven         | gematigde liberalen       | Noord-Holland | 07-10-1850 [ e ]  | 14 september 1856 | [ 4 ]  |
| Louis Beerenbroek                     | gematigde liberalen       | Limburg       | 07-10-1850 [ e ]  | 14 september 1856 | [ 5 ]  |
| Michael van der Beken Pasteel         | gematigde liberalen       | Noord-Brabant | 07-10-1850 [ e ]  | 18-09-1859 [ g ]  | [ 6 ]  |
| Dominicus Blankenheym                 | liberalen                 | Zuid-Holland  | 07-10-1850 [ e ]  | 14 september 1856 | [ 7 ]  |
| David Borski                          | conservatief-protestanten | Noord-Holland | 19 september 1853 | 14-09-1862 [ f ]  | [ 8 ]  |
| Frederik Bosch van Drakestein         | conservatieven            | Noord-Holland | 19 september 1853 | 14-09-1862 [ f ]  | [ 9 ]  |
| Abraham Boxman                        | gematigde liberalen       | Zuid-Holland  | 07-10-1850 [ e ]  | 26 maart 1856     | [ 10 ] |
| Frederik de Bruijn                    | gematigde liberalen       | Noord-Brabant | 19 september 1853 | 28 juli 1856      | [ 11 ] |
| Willem Cost Jordens                   | liberalen                 | Overijssel    | 5 april 1854      | 14-09-1862 [ f ]  | [ 12 ] |
| Coos Cremers                          | liberalen                 | Groningen     | 07-10-1850 [ e ]  | 18-09-1859 [ g ]  | [ 13 ] |
| Edmond van Dam van Isselt             | gematigde liberalen       | Gelderland    | 07-10-1850 [ e ]  | 14 september 1856 | [ 14 ] |
| Hermanus van den Dries                | gematigde liberalen       | Noord-Brabant | 07-10-1850 [ e ]  | 14 september 1856 | [ 15 ] |
| Frans van Eysinga                     | liberalen                 | Friesland     | 07-10-1850 [ e ]  | 18-09-1859 [ g ]  | [ 16 ] |
| Hendrik van Goltstein van Oldenaller  | conservatieven            | Gelderland    | 19 september 1853 | 14-09-1862 [ f ]  | [ 17 ] |
| Abraham Hartevelt                     | liberalen                 | Zuid-Holland  | 29 april 1856     | 14 september 1856 | [ 18 ] |
| Jacob van Heeckeren van Wassenaer     | conservatieven            | Overijssel    | 07-10-1850 [ e ]  | 18-09-1859 [ g ]  | [ 19 ] |
| Otto 't Hooft van Benthuizen          | gematigde liberalen       | Zuid-Holland  | 07-10-1850 [ e ]  | 14 september 1856 | [ 20 ] |
| Albrecht Insinger                     | conservatieven            | Noord-Holland | 07-10-1850 [ e ]  | 18-09-1859 [ g ]  | [ 21 ] |
| Cornelis van der Lek de Clercq        | conservatieven            | Zeeland       | 19 september 1853 | 14-09-1862 [ f ]  | [ 22 ] |
| Johannes Lotsy                        | gematigde liberalen       | Zuid-Holland  | 07-10-1850 [ e ]  | 1 augustus 1856   | [ 23 ] |
| Jacob Martens van Sevenhoven          | conservatieven            | Utrecht       | 07-10-1850 [ e ]  | 18-09-1859 [ g ]  | [ 24 ] |
| Carolus van Nispen van Pannerden      | conservatieven            | Gelderland    | 07-10-1850 [ e ]  | 18-09-1859 [ g ]  | [ 25 ] |
| Frederic van der Oudermeulen          | gematigde liberalen       | Noord-Holland | 07-10-1850 [ e ]  | 18-09-1859 [ g ]  | [ 26 ] |
| Marinus Paspoort van Grijpskerke      | gematigde liberalen       | Zeeland       | 07-10-1850 [ e ]  | 18-09-1859 [ g ]  | [ 27 ] |
| Johan Philipse                        | conservatieven            | Zuid-Holland  | 19 september 1853 | 14-09-1862 [ f ]  | [ 28 ] |
| Petrus Regout                         | gematigde liberalen       | Limburg       | 07-10-1850 [ e ]  | 18-09-1859 [ g ]  | [ 29 ] |
| Cornelis van Rhemen van Rhemershuizen | gematigde liberalen       | Gelderland    | 07-10-1850 [ e ]  | 18-09-1859 [ g ]  | [ 30 ] |
| Abram van Rijckevorsel                | gematigde liberalen       | Zuid-Holland  | 19 september 1853 | 14-09-1862 [ f ]  | [ 31 ] |
| Louis van Sasse van Ysselt            | liberalen                 | Noord-Brabant | 07-10-1850 [ e ]  | 14 september 1856 | [ 32 ] |
| Napoleon Sassen                       | liberalen                 | Noord-Brabant | 19 september 1853 | 14-09-1862 [ f ]  | [ 33 ] |
| Mello Sichterman van de Brake         | conservatieven            | Groningen     | 3 juli 1855       | 7 augustus 1856   | [ 34 ] |
| Johan de Sitter                       | gematigde liberalen       | Groningen     | 19 september 1853 | 12 april 1855     | [ 35 ] |
| Gerard van Swinderen                  | gematigde liberalen       | Friesland     | 19 september 1853 | 14-09-1862 [ f ]  | [ 36 ] |
| Wyncko Tonckens                       | conservatieven            | Drenthe       | 07-10-1850 [ e ]  | 29 april 1856     | [ 37 ] |
| Louis de Villers de Pité              | gematigde liberalen       | Limburg       | 19 september 1853 | 14-09-1862 [ f ]  | [ 38 ] |
| Jan de Vos van Steenwijk              | gematigde liberalen       | Overijssel    | 07-10-1850 [ e ]  | 14 september 1856 | [ 39 ] |
| Anthony van Weel                      | liberalen                 | Zuid-Holland  | 07-10-1850 [ e ]  | 18-09-1859 [ g ]  | [ 40 ] |
| Jan van Wessem                        | gematigde liberalen       | Noord-Holland | 07-10-1850 [ e ]  | 14 september 1856 | [ 41 ] |